# Успокоително лекарство
Успокоително лекарство (също седатив или транквилант) е вещество, чрез което се постига седация, потискайки раздразнителността и ажитацията. Този тип лекарства въздействат на централната нервна система и забавят мозъчната дейност. Съществуват различни видове успокоителни, но повече от тях действат върху невротрансмитера гама-аминомаслена киселина, която е химикал, осъществяващ комуникацията между мозъчните клетки. Въпреки че всяко успокоително действа по свой собствен начин, всички те пораждат благоприятен успокояващ ефект, увеличавайки активността на гама аминомаслената киселина.
При по-високи дози, успокоителните могат да причинят неясен говор, залитаща походка, слаба преценка и бавни, несигурни рефлекси. По-големи дози от транквиланти като бензодиазепин, когато се използват като приспивателно средство, могат да улеснят заспиването.
Злоупотребата с успокоителни вещества може да доведе до прекомерно успокояващ ефект. Алкохолът е класически и най-разпространеното успокоително средство по света. При свръхдоза или в комбинация с друго успокоително, много от тези лекарства могат да предизвикат дълбоко безсъзнание или дори смърт.
Някои успокоителни могат да доведат до психическа и физическа зависимост, когато се приемат редовно през дълги периоди от време, дори и в терапевтични дози. Зависимите хора могат да страдат от симптоми на абстиненция, вариращи от безпокойство до конвулсии. Понякога транквилантите могат да причинят дълготрайна или краткотрайна амнезия у пациента. Освен това те влошават състоянията на деменция.